# Ronde van Italië 2020/Veertiende etappe
De veertiende etappe van de Ronde van Italië 2020 werd verreden op 17 oktober tussen Conegliano en Valdobbiadene. 
| Conegliano – Valdobbiadene (ITT) (34,1 km) |                      |                       |         |
| Plaats                                     | Naam                 | Ploeg                 | Tijd    |
| 1                                          | Filippo Ganna        | Team INEOS Grenadiers | 42'40"  |
| 2                                          | Rohan Dennis         | Team INEOS Grenadiers | + 26"   |
| 3                                          | Brandon McNulty      | UAE Team Emirates     | + 1'09" |
| 4                                          | Thomas De Gendt      | Lotto Soudal          | + 1'11" |
| 5                                          | Josef Černý          | CCC Team              | + 1'16" |
| 6                                          | João Almeida         | Deceuninck–Quick-Step | + 1'31" |
| 7                                          | Tanel Kangert        | EF Education First    | + 1'33" |
| 8                                          | Jonathan Castroviejo | Team INEOS Grenadiers | + 1'44" |
| 9                                          | Wilco Kelderman      | Team Sunweb           | + 1'47" |
| 10                                         | Jan Tratnik          | Bahrain McLaren       | + 2'00" |

| Algemeen klassement |                    |                       |           |
| Plaats              | Naam               | Ploeg                 | Tijd      |
| Roze trui           | João Almeida       | Deceuninck–Quick-Step | 54u28'09" |
| 2                   | Wilco Kelderman    | Team Sunweb           | + 56"     |
| 3                   | Peio Bilbao        | Bahrain McLaren       | + 2'11"   |
| 4                   | Brandon McNulty    | UAE Team Emirates     | + 2'23"   |
| 5                   | Vincenzo Nibali    | Trek-Segafredo        | + 2'30"   |
| 6                   | Rafał Majka        | BORA-hansgrohe        | + 2'33"   |
| 7                   | Domenico Pozzovivo | NTT Pro Cycling       | z.t.      |
| 8                   | Fausto Masnada     | Deceuninck–Quick-Step | + 3'11"   |
| 9                   | Patrick Konrad     | BORA-hansgrohe        | + 3'17"   |
| 10                  | Jai Hindley        | Team Sunweb           | + 3'33"   |
|                     |                    |                       |           |
| 32                  | Harm Vanhoucke     | Lotto Soudal          | + 46'56"  |

## Opgaves
- Giulio Ciccone (Trek-Segafredo): Niet gestart vanwege bronchitis

1e etappe ·
2e etappe ·
3e etappe ·
4e etappe ·
5e etappe ·
6e etappe ·
7e etappe ·
8e etappe ·
9e etappe ·
10e etappe ·
11e etappe ·
12e etappe ·
13e etappe ·
14e etappe ·
15e etappe ·
16e etappe ·
17e etappe ·
18e etappe ·
19e etappe ·
20e etappe ·
21e etappe
Startlijst · Eindstanden · Afbeeldingen